# Luz Márquez
María de la O Márquez García Soler (Madrid, 12 de desembre de 1935 - juliol de 2009), coneguda artísticament com a Luz Márquez, és una actriu espanyola.

## Biografia
S'inicia en el món de la interpretació gràcies a Torcuato Luca de Tena, amic de la seva família, qui en 1956 li proposa participar en la pel·lícula Embajadores en el infierno, de la que és guionista i que dirigiria José María Forqué.
Inicia llavors una trajectòria breu però intensa que es prolonga deu anys i que li permet intervenir en títols memorables del cinema espanyol com Manolo, guardia urbano (1956), que li va valer el Premi Jimeno del Cercle d'Escriptors Cinematogràfics, Las chicas de la Cruz Roja (1958). Quince bajo la lona (1958) o Escucha mi canción (1959).
Va treballar en Mèxic en 1963 i després de tornar a Espanya en algunes coproduccions es va retirar definitivament del món de l'espectacle en 1966 quan va contreure matrimoni. Després es va dedicar a la pintura i va fer algunes exposicions.